# Preludi i fuga en do sostingut major, BWV 848

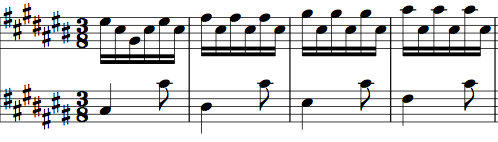
Inici del preludi en do# major (BWV 848)

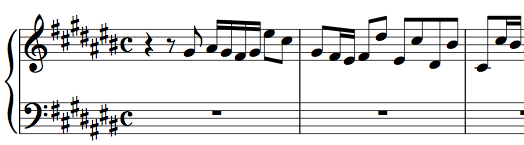
Inici de la fuga en do# major (BWV 848)

El "Preludi i fuga en do sostingut major", BWV 848 és la tercera parella de preludis i fugues del primer llibre del El clavecí ben temprat de Johann Sebastian Bach.
El preludi és una invenció alegre a dues veus, d'un esclat lluminós i en moviment perpetu. La bonica fuga a tres veus que segueix, és exuberant i clara, però és una de les més difícils del quadern. El díptic arriba a una unitat d'inspiració ideal.

## Preludi
El preludi, en compàs 3/8, té una llargada de 104 compassos. Bach és el primer a utilitzar la tonalitat i opta per la de do# en lloc de re♭, perquè pràcticament basta amb afegir els sostinguts als de la tonalitat. És un tipus d'invenció seductora a dues veus on dos temes diferents alternen entre les mans, a l'estil d'un concerto per a violí italià. El moviment perpetu, brillant, no s'atura fins al final. La cloenda és exuberant i decidida, amb un feliç arpegi on les mans es creuen
El preludi conté una bona quantitat de relacions temàtiques extretes per a la fuga. La figura dels baixos (compassos 4–7) apareix en el tema; així mateix, el mi-do, les dues primeres notes del preludi, es troben en el primer interval de sexta, per sobre del tema..

## Fuga
La fuga a tres veus, en compàs 4/4, amb una llargada de 55 compassos, és una de les fugues més lluminoses de Bach, de les més boniques del llibre i, al mateix temps, una de les més difícils de tocar.
El tema, elegant, amb grupet de notes característic que culmina en un mi, està compost de nou salts d'intervals disjunts dels quals tres són de sextes descendents; comença sobre la dominant i acaba en la tònica. Aquest caràcter angulós li confereix aquest bon humor i el retorn a la tònica, provoca un sentiment de gran estabilitat. La resposta és tonal però Bach només modifica el primer interval; la resta són estrictament els mateixos. Rítmicament parlant, la fuga és una bourrée.
Després de l'exposició, es succeeixen quatre divertiments en el desenvolupament (compassos 7, 16, 23, 31). Aquest és un bon exemple de la combinació predilecta de Bach en una fuga amb l'estructura de "concert da capo", és a dir, amb la reexposició completa, com a la forma sonata (compassos 42–52 que és similar als compassos 1–11), un recurs que els predecessors de Bach no haurien imaginat, ja que el principi de la reexposició és bastant estrany dins la composició d'una fuga. Aquest element dona a aquesta fugue un caràcter pastoral, d'una mena de sonata a l'estil galant, i per aquest motiu se la pot considerar com una de les més modernes de El clavecí ben temprat. ·  La fuga, seguint el fil del seu desenvolupament, no deixa d'enriquir-se de manera natural de nous elements.
Detall del contrasubjecte:

## Antecedents i versions

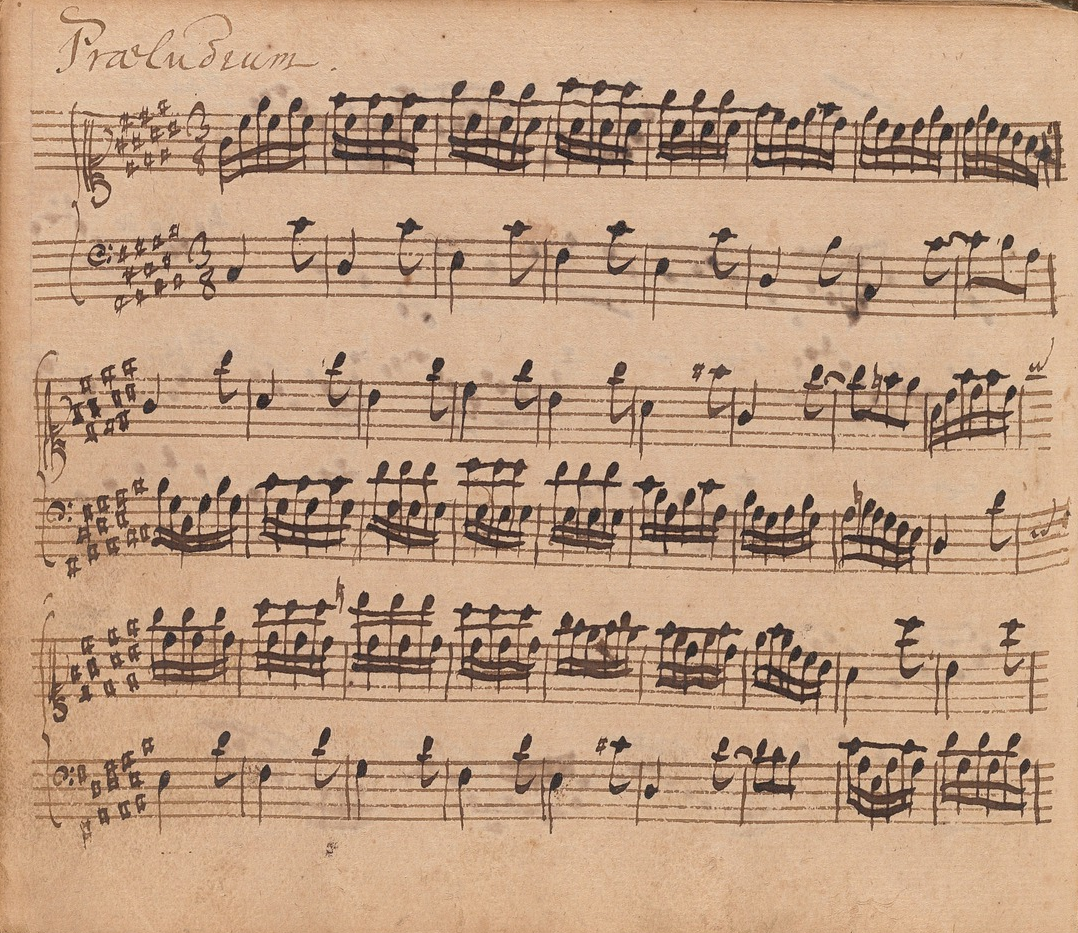
Incipit del preludi en do sostingut major, en la versió primitiva del Clavier-Büchlein vor Wilhelm Friedemann Bach (1720).

El preludi ha conegut una primera versió que apareix en el Clavier-Büchlein vor Wilhelm Friedemann Bach (1720). Aquest preludi ha estat convenientment allargat en El clavecí ben temprat (compassos 63 a 98), estenent el pedal de la dominant de la versió primitiva en arpegis, i una recuperació a l'octava inferior (compassos 63–73 i 87–96). Robert Schumann hauria anomenat aquest passatge, "el joc infinitament graciós d'un petit geni saltant". Bach millora el preludi original de manera prou significativa, amb alguns retocs, amb detalls en diversos llocs. Per exemple, en el compàs inicial (que figura així en el manuscrit P 401), que concebeix de la següent manera:
Théodore Dubois va realitzar una versió per a piano a quatre mans, publicada l'any 1914.